# Hans Lagerwall
Hans Lagerwall (Gotemburgo, 1 de marzo de 1941-Gotemburgo, 5 de octubre de 2022) fue un deportista sueco que compitió en esgrima, especialista en la modalidad de espada. Ganó cuatro medallas en el Campeonato Mundial de Esgrima entre los años 1961 y 1966.

## Palmarés internacional
| Campeonato Mundial | Campeonato Mundial       | Campeonato Mundial | Campeonato Mundial |
| Año                | Lugar                    | Medalla            | Prueba             |
| ------------------ | ------------------------ | ------------------ | ------------------ |
| 1961               | Turín (Italia)           | Medalla de plata   | Espada individual  |
| 1961               | Turín (Italia)           | Medalla de bronce  | Espada por equipos |
| 1962               | Buenos Aires (Argentina) | Medalla de plata   | Espada por equipos |
| 1966               | Moscú (URSS)             | Medalla de bronce  | Espada por equipos |